# Placówka (Warszawa)
Placówka – obszar MSI w dzielnicy Bielany w Warszawie.

## Położenie
Placówka według MSI jest ograniczona:
- ul. Kazimierza Wóycickiego od północnego zachodu,
- ul. Wólczyńska od południa,
- granicę północną i wschodnią stanowi ogrodzenie huty ArcelorMittal.

## Historia
Placówka, jeszcze jako samodzielna osada, powstała w 1921 roku na gruntach rozparcelowanego folwarku.

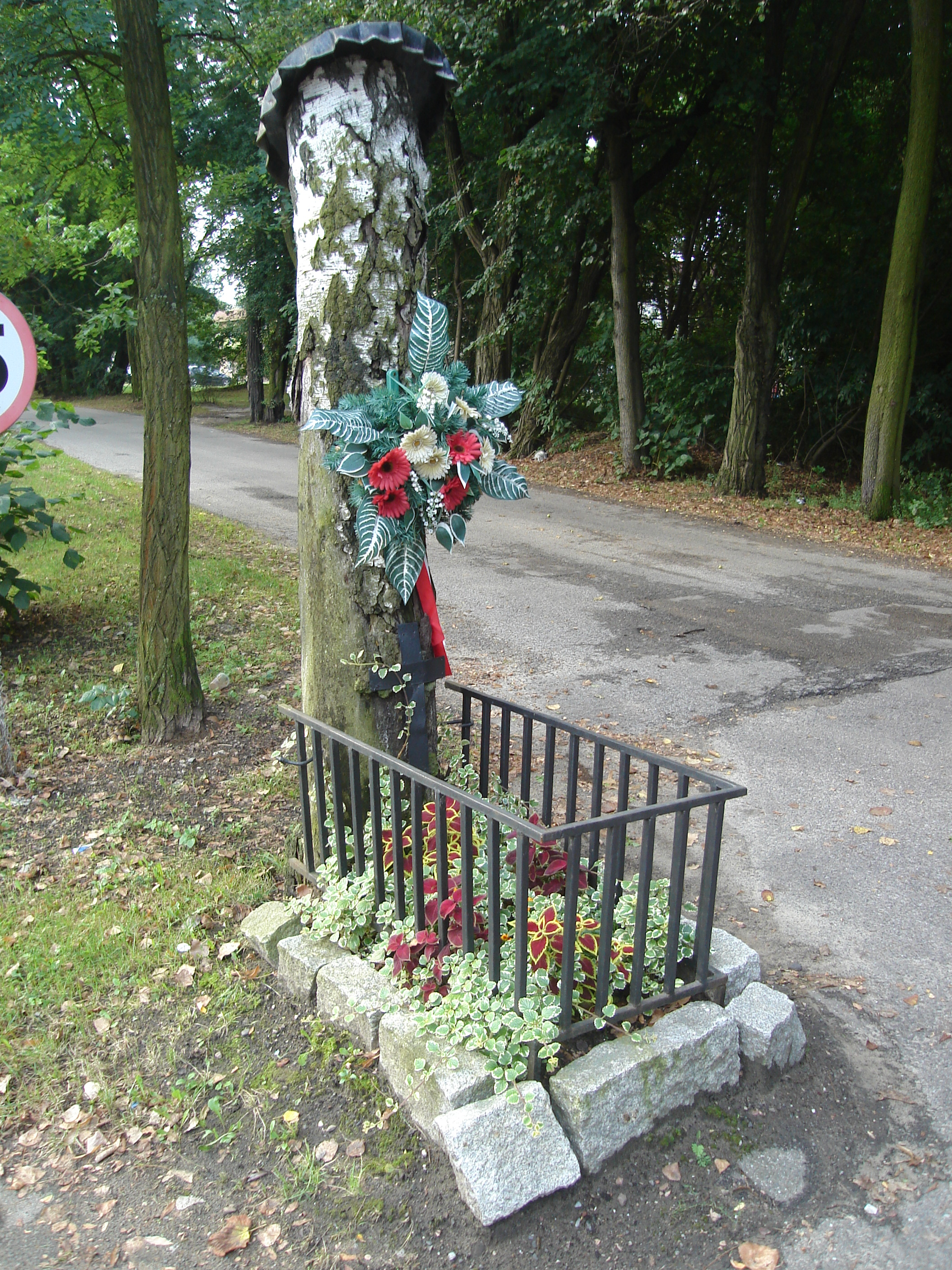
Symboliczna mogiła upamiętniająca sześcioro mieszkańców zamordowanych przez Niemców w 1939

21 września 1939, w trakcie obrony Warszawy na jej terenie doszło do walk, w wyniku której została zniszczona duża część zabudowań. Po bitwie Niemcy dobijali rannych polskich żołnierzy, a także rozstrzelali sześcioro mieszkańców Placówki za to, że znaleziono przy nich scyzoryki lub brzytwy. Zbrodnie na cywilach upamiętnia symboliczna mogiła, w formie nadrzewnej kapliczki, znajdująca się na rogu ulic Palisadowej i Kabaretowej.
W powstaniu warszawskim, podczas pierwszego ataku powstańców na lotnisko bielańskie 1 sierpnia 1944, oddział kpt. „Janusza” został zatrzymany na przedpolach Placówki i zmuszony do odwrotu przez wojska niemieckie, które stawiły silny opór.
Do 1951 Placówka byłą wsią w gminie Młociny. W 1951 miejscowość razem z m.in. Chomiczówką, Wawrzyszewem, Młocinami i Wólką Węglową włączono do Warszawy, do dzielnicy Żoliborz. W latach 1952–1954 na obszarze 150 ha, m.in. Placówki, zbudowano Hutę Warszawa. W 1970 pomiędzy Wólką Węglową, Młocinami i Placówką rozpoczęto budowę cmentarza Komunalnego Północnego. W 1973 oddano do użytku 49 ha nekropolii.
W 1986 wydano pozwolenie na budowę kościoła, późniejszej parafii św. Ignacego Loyoli. W 1998 powstała tu parafia, od 2005 istnieje kościół parafialny.
W 2008 roku 93,5 ha ziemi wokół Huty Warszawa kupiła firma deweloperska Pirelli Pekao Real Estate z planami budowy w ciągu kilkunastu lat ok. 8,4 tys. mieszkań. Jednak studium zagospodarowania przestrzennego nie przewiduje w tym miejscu zabudowy mieszkaniowej. Dodatkowo zawarto umowę z właścicielami terenu rodziną Lucchini dającą możliwość dokupienia w przyszłości kolejnych 170 ha ziemi.

## Charakterystyka
Rejon ten położony jest pomiędzy Hutą a cmentarzem Komunalnym Północnym i prawie połowę jego obszaru zajmują zakłady przemysłowe, zlokalizowane głównie przy ul. Palisadowej. W związku z bliskością dużego cmentarza okolica obfituje w zakłady kamieniarskie.
Przy ul. Palisadowej znajduje się niewielkie osiedle socjalne.
Wzdłuż ulicy Nokturnu (dawna Chopina) stoją przedwojenne domy jednorodzinne.
Przy ulicy Opłotek znajduje się przebudowany na dom komunalny przedwojenny dom aptekarza Gesslera.

## Ważniejsze obiekty

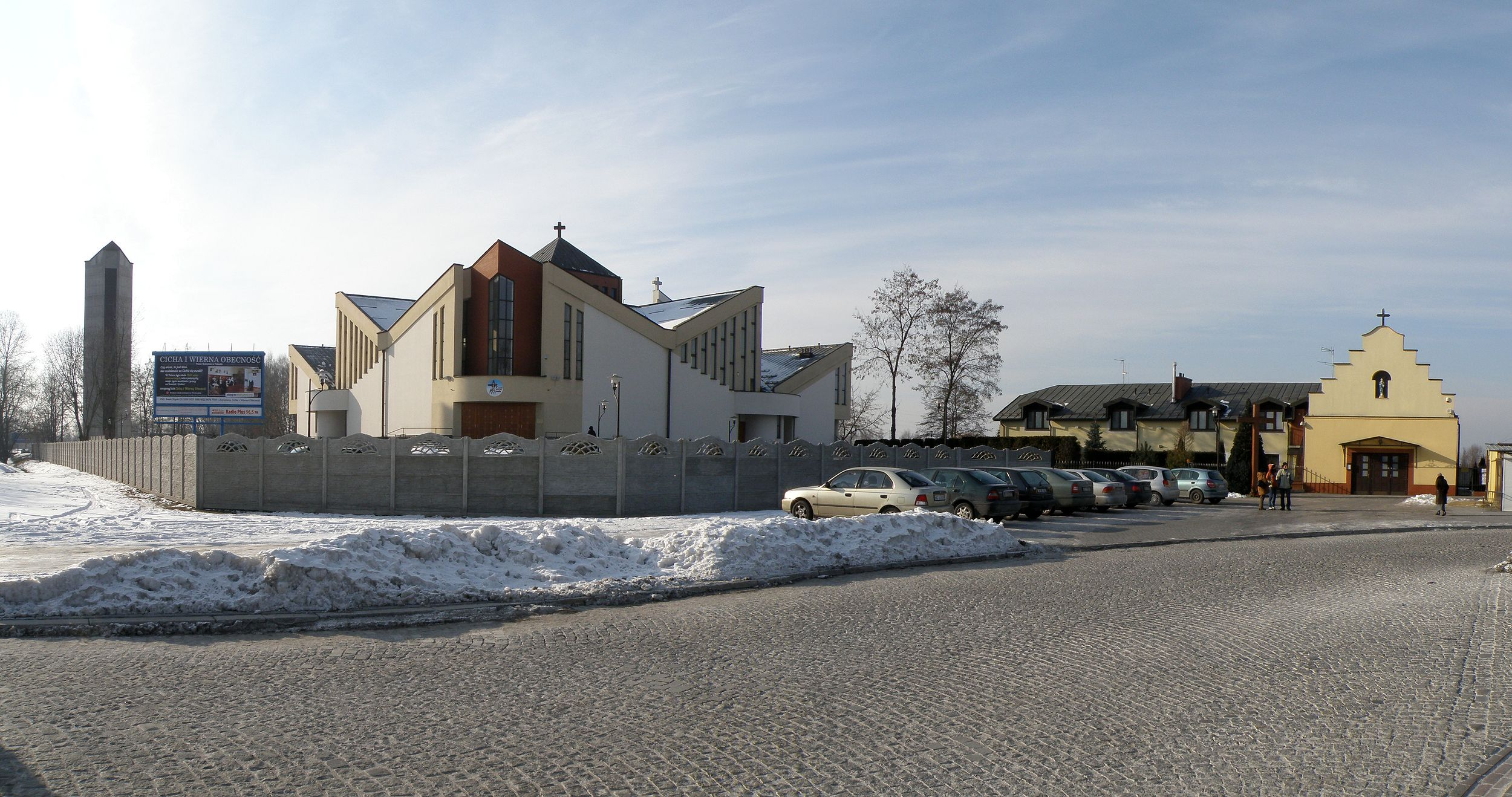
Kościół św. Ignacego Loyoli na Placówce

- Komunalny Cmentarz Północny (północna część)
- Kościół parafialny św. Ignacego Loyoli na Placówce, ul. Wóycickiego 14a